# Kiss of Death (1947)
Kiss of Death is een Amerikaanse film noir in zwart-wit uit 1947 onder regie van Henry Hathaway. Destijds werd de film in Nederland uitgebracht onder de titel Kus des doods.

## Verhaal
De film begint op de avond voor Kerstmis. Nick Bianco is een getrouwde vader die wordt opgepakt voor het beroven van een juwelierszaak in New York. Louis D'Angelo is de officier van justitie die hem probeert te overtuigen om op te biechten wie zijn handlangers waren. Denkend dat de andere dieven goed zullen letten op zijn vrouw en kinderen, besluit Nick zijn mond dicht te houden. Hij wordt veroordeeld tot 20 jaar celstraf in Sing Sing. Drie jaar later leest hij in een krant dat zijn vrouw zelfmoord heeft gepleegd door haar hoofd in een gasoven te steken. Zijn twee dochters zijn naar een weeshuis gestuurd.
Op dat moment realiseert Nick zich dat de mannen met wie hij de overval heeft gepleegd geen oog in het zeil gehouden hebben. Tot overmaat van ramp krijgt hij een bezoek van Nettie Cavallo, een jongedame die ooit heeft gediend als de oppas van zijn kinderen. Zij biecht op dat zijn vrouw een affaire had met Pete Rizzo, een van zijn handlangers. Uit op wraak regelt hij een gesprek met D'Angelo, aan wie hij de complete waarheid vertelt. Omdat er zoveel tijd is voorbijgegaan kan hij de informatie niet gebruiken om een strafvermindering te regelen voor Nick. Wel biedt hij hem de gelegenheid om voorwaardelijk vrij te komen door een andere crimineel er in te luizen.
Niet veel later vertelt Nick zijn advocaat Earl Howser dat Rizzo een onbetrouwbare verrader is. Howser vertelt dit vervolgens aan Tommy Udo, een sadistische moordenaar die Nick leerde kennen in Sing Sing. Udo brengt vervolgens een bezoek aan Rizzo's moeder, die hij uiteindelijk van de trap duwt, waarbij ze komt te overlijden. Na dit incident wordt Nick vrijgelaten. Hij keert onmiddellijk naar Nellie, aan wie hij de liefde verklaart. Om er voor te zorgen dat hij niet wordt teruggestuurd naar de gevangenis, besluit hij te werken voor D'Angelo. Zijn taak is om Udo er in te luizen.
Om hem een aantal moorden te laten opbiechten, doet Nick zich voor als een betrouwbare vriend. Uiteindelijk levert hij de politie genoeg informatie om Udo aan te klagen. Hierna trouwt hij met Nettie en verhuist hij naar een kindvriendelijke buitenwijk in New York. Nick krijgt opnieuw te maken met een tegenslag als hij erachter komt dat Udo niet schuldig is bevonden. Hij is ervan overtuigd dat Udo zal proberen om wraak te nemen en probeert hem een stap voor te zijn door hem op te zoeken. D'Angelo probeert Nick tegen te houden, maar hij is vastberaden om Udo te stoppen. Bij een laatste confrontatie schiet Udo hem neer, maar wordt niet veel later aangehouden door de politie. Nick herstelt van de verwondingen en gaat een gelukkige toekomst met Nettie tegemoet.

## Rolverdeling
| Acteur          | Personage                            |
| --------------- | ------------------------------------ |
| Victor Mature   | Nick Bianco                          |
| Brian Donlevy   | Officier van justitie Louis D'Angelo |
| Coleen Gray     | Nettie Cavallo                       |
| Richard Widmark | Tommy Udo                            |
| Taylor Holmes   | Earl Howser                          |
| Howard Smith    | Warden                               |
| Karl Malden     | Sergeant William Cullen              |
| Anthony Ross    | 'Big Ed' Williams                    |
| Mildred Dunnock | Mevrouw Rizzo                        |

## Achtergrond
Werktitels van de film zijn Stoolpigeon en Blind Date. Na het lezen van een column van Hedda Hopper waarin ze verwijst naar een 'kus des doods', koos producent Darryl F. Zanuck voor de titel Kiss of Death. In januari 1947 werd aangekondigd dat James Cagney mogelijk de hoofdrol zou spelen. De film werd volledig op locatie opgenomen, in onder andere het Chrysler Building, Tombs Prison, Criminal Courts Building, Marguery Hotel, Sing Sing en het weeshuis van New Jersey. Tijdens de opnames in Sing Sing werden verscheidene gevangenen verplaatst.
De film werd positief ontvangen. Critici spraken vooral enthousiast over Richard Widmarks optreden. Hij maakte in deze film zijn filmdebuut. Variety noemde zijn optreden 'sensationeel' en The New York Times schreef dat in het acteergebied alle lof naar Widmark dient te gaan. Enkele critici waren ook positief verrast door Victor Mature. LIFE noemde hem 'onverwacht goed'. Er kwam echter ook kritiek. Romanschrijver Lawrence B. Bachmann klaagde in 1948 de studio aan voor $125.000. Hij beweerde dat de titel gestolen zou zijn van een boek dat hij in 1946 schreef.
Op 12 januari 1948 keerden Mature, Widmark en Coleen Gray terug in hun rollen voor een radio-uitvoering van Kiss of Death. In 1958 werd een remake uitgebracht onder de titel The Fiend Who Walked the West. In 1995 volgde een tweede remake, Kiss of Death, met Nicolas Cage en David Caruso.

## Prijzen en nominaties
| Jaar | Prijs                               | Categorie                      | Genomineerde(n)            | Uitslag     |
| ---- | ----------------------------------- | ------------------------------ | -------------------------- | ----------- |
| 1948 | Academy Awards                      | Beste Oorspronkelijke Scenario | Eleazar Lipsky             | Genomineerd |
| 1948 | Academy Awards                      | Beste Mannelijke Bijrol        | Richard Widmark            | Genomineerd |
| 1948 | Golden Globes                       | Veelbelovendste Nieuwkomer     | Richard Widmark            | Gewonnen    |
| 1948 | Locarno International Film Festival | Beste Aangepaste Scenario      | Ben Hecht, Charles Lederer | Gewonnen    |